# Alpha Ursae Majoris
Alpha Ursae Majoris (Latin hóa từ α Ursae Majoris, viết tắt Alpha UMa, α UMa), còn được gọi là Dubhe, α Ursae Majoris là sao sáng thứ hai trong chòm sao Đại Hùng, mặc dù được chỉ định là "α" (alpha).

## Hệ thống sao

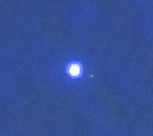
α Ursae Majoris A và sao đồng hành mờ nhạt.

Alpha Ursae Majoris tạo thành một phần của khoảnh sao Bắc Đẩu (còn được gọi là chòm sao Cày hay chòm sao Gấu Lớn), và là ngôi sao phía bắc của bộ đôi 'con trỏ' (hay 'lính gác'), là hai ngôi sao của chòm sao Đại Hùng (Ursa Major) hướng về Polaris - ngôi sao Bắc cực trong kỷ nguyên J2000.
α Ursae Majoris có khoảng cách khoảng 123 năm ánh sáng tính từ Mặt Trời. Nó là một sao đôi quang phổ được tạo thành từ sao α Ursae Majoris A và α Ursae Majoris B. α Ursae Majoris A là sao chính và nó là một sao khổng lồ đã tiến hóa khỏi dãy chính sau khi tiêu thụ hết hydro ở lõi của nó. Ngôi sao thứ cấp, α Ursae Majoris B, là một sao dãy chính có phân loại sao F0V. Nó quay quanh quỹ đạo trung bình khoảng 23 đơn vị thiên văn (AU) và hoàn thành một vòng quỹ đạo sau 44,4 năm.
Có một sao đôi quang phổ nữa cách xa 8 phút cung, là một cặp sao có cấp sao 7 thể hiện loại quang phổ F8. Đôi khi nó được gọi là Alpha Ursae Majoris C, nhưng được lập danh lục riêng riêng thành HD 95638.
Người ta cũng thông báo là α Ursae Majoris có độ sáng biến thiên khoảng một phần nghìn của một cấp. Mười chế độ dao động xuyên tâm đã được phát hiện, với các chu kỳ từ 6,4 giờ đến 6,4 ngày.
Mặc dù nó là một phần của chòm sao Đại Hùng, nhưng nó không thuộc nhóm di chuyển Đại Hùng gồm các sao có chuyển động chung trong không gian.

## Tên gọi
α Ursae Majoris (Latin hóa thành Alpha Ursae Majoris) là định danh Bayer của hệ thống sao này.
Nó mang tên gọi truyền thống Dubhe và Ak. Dubhe có nguồn gốc từ tiếng Ả Rập để chỉ 'gấu', dubb, từ thành ngữ ظهر الدب الاكبر (żahr ad-dubb al-akbar) nghĩa là 'lưng của con Gấu Lớn'. Tên gọi Ak hiếm gặp hơn có nghĩa là 'Mắt'. Năm 2016, Hiệp hội Thiên văn Quốc tế tổ chức Nhóm công tác IAU về tên sao (WGSN) để lập danh lục và chuẩn hóa các tên gọi riêng của các ngôi sao. Bản tin đầu tiên của WGSN phát hành tháng 7 năm 2016 bao gồm một bảng gồm hai loạt tên gọi được WGSN phê duyệt; trong đó bao gồm Dubhe cho sao α Ursae Majoris A.
Người theo Ấn Độ giáo gọi ngôi sao này là Kratu, một trong bảy Rishis (bảy tiên nhân).
Trong thiên văn học Trung Quốc, 北斗 (Běi Dǒu, Bắc Đẩu), có nghĩa là mảng sao Bắc Đẩu (Nhóm sao Bắc Đẩu) trong Tử Vi viên, vì thế tên gọi tiếng Trung của Alpha Ursae Majoris là 北斗一 (Běi Dǒu yī, Bắc Đẩu nhất, nghĩa là sao thứ nhất của Bắc Đẩu). Tên gọi khác là 天樞 (Tiān Shū, Thiên Xu). Lưu ý rằng Thiên Xu cũng là tên gọi trong tiếng Trung của Struve 1694, ngôi sao thứ năm của mảng sao Bắc Cực trong Tử Vi viên.

## Trong văn hóa
Dubhe là sao chính thức của bang Utah.
Dubhe là tên gọi của một tàu trong Hải quân Hoa Kỳ. Tàu MHV806 của Bảo vệ nội địa Hải quân Đan Mạch cũng gọi là Dubhe.